# Szolnoki Légierő SK
A Szolnoki Légierő egy megszűnt labdarúgócsapat, melynek székhelye Szolnokon volt. A csapat egy alkalommal szerepelt az NB I-ben még az 1955-ös, idényben. 1957-ben a klub egyesült a Vasas Ikarus csapatával.

## Névváltozások
- 1951–1953 Mátyásföldi Honvéd Iljusin SK
- 1953–1957 Légierő SK

## Játékosok
* a félkövérrel írt játékosok rendelkeznek felnőtt válogatottsággal.
Az 1954-es NB II-es bajnokcsapat tagjai
- Czuczor Albert
- Dombai András
- Fischer György
- Jancsik Mihály
- Jéger József
- Garamvölgyi Ágoston
- Herbszt Tamás
- Huber Ernő
- Kapuszta László
- Korom
- Kőrösi Géza
- Marton Antal
- Nárai István
- Németh
- Novák Tibor
- Sipos Ferenc
- Száva Flórián
- Szabó Géza edző

Az 1955-ös NB I-es csapat tagjai
- Bárfy Antal
- Czuczor Albert
- Csanádi László
- Csányi József
- Dombai András
- Fischer György
- Garamvölgyi Ágoston
- Haász János
- Heinrich Tibor
- Herbszt Tamás
- Jagodics László
- Jancsik Mihály
- Kapuszta László
- Lazányi Péter
- Nárai István
- Paulás Tibor
- Sipos Ferenc
- Sipos István
- Szentannai József
- Veress János
- Vermes Mihály

## Sikerek
NB I
- Résztvevő: 1955

NB II
- Bajnok: 1954

Magyar labdarúgókupa
- elődöntős: 1955